# Nanhuaphasma hamicercum
Nanhuaphasma hamicercum är en insektsart som beskrevs av Chen, S.C. och Yun He He 2002. Nanhuaphasma hamicercum ingår i släktet Nanhuaphasma och familjen Pseudophasmatidae. Inga underarter finns listade i Catalogue of Life.